# Jim McAnearney
Jim McAnearney (Dundee, 1935. március 20. – 2017. március 14.) skót labdarúgó, csatár, edző. Bátyja Tom McAnearney szintén labdarúgó.

## Pályafutása

### Játékosként
1951-től a Sheffield Wednesday korosztályos csapatában játszott, ahol 1954. február 24-én mutatkozott be az első csapatban. Öt idényen volt tagja az első csapatnak és 38 bajnoki mérkőzésen tíz gólt szerzett. 1959 és 1963 között a Plymouth Argyle, 1963 és 1966 között a Watford, 1966 és 1968 között a Bradford City játékosa volt.

### Edzőként
1968-ban a Bradford Citynél kezdett edzősködni. 1968 és 1973 között Rotherham United vezetőedzője volt. 1975-ben Sheffield Wednesday megbízott vezetőedzőjeként tevékenykedett. Dolgozott még edzőként a Frickley Athletic, a Scarborough és a Hallam csapatainál is.